# Клюсы (Черниговская область)
Клюсы́ (укр. Клюси) — село в Корюковском районе Черниговской области Украины.

## Географическое положение
Расположено на правом берегу Цаты в месте впадения в неё Жеведы (по которой проходит граница с Брянской областью России).
Находится в 29 км к северу от Сновска, в 77 км к северо-востоку от Чернигова и в 75 км к юго-западу от Гомеля.

## История
В XVIII веке село Клюсы было в составе Топальской сотни Стародубского полка, а в XIX веке — Мощонской волости Городнянского уезда Черниговской губернии Российской империи.
В январе 1918 года здесь была установлена Советская власть.
В ходе Великой Отечественной войны в 1941—1943 гг. селение находилось под немецкой оккупацией. 13 августа 1942 года гитлеровцы сожгли село Клюсы вместе с 128 жителями (в живых осталось только двое, Надежда Подгайная и её отец, рано утром ушедшие в лес на охоту).
В 1971 году здесь насчитывалось 213 дворов и 513 жителей, действовали колхоз «Дружба», восьмилетняя школа, библиотека, народный музей дружбы народов, клуб и медпункт. Клюсовская восьмилетняя школа входила в число передовых школ района, она установила и поддерживала интернациональные связи с Болгарией.
После провозглашения независимости Украины село оказалось на границе с Россией, оно находится в зоне ответственности Черниговского пограничного отряда Северного регионального управления ГПСУ.
В 2001 году население составляло 286 человек.
В сентябре 2010 года возле села был открыт пограничный переход.
Имеется тупиковая подъездная дорога от автодороги Чернигов — Новозыбков (Россия) со стороны Хреновки, проходящая через село и заканчивающаяся мостом через Жеведу на северной окраине села (отсутствует дорога с твёрдым покрытием на российской стороне).

## Власть
Орган местного самоуправления — Сновская городская община. Почтовый адрес: 15200, Черниговская обл., Корюковский р-н, г. Сновск, ул. Банковая, 5.